# کورپوسیندیران
کورپوسیندیران (به لاتین: Körpüsındıran) یک منطقه مسکونی در جمهوری آذربایجان است که در شهرستان بردع واقع شده است. کورپوسیندیران ۵۵۰ نفر جمعیت دارد.